# Frühstück mit einer Unbekannten
Frühstück mit einer Unbekannten (br: De repente, Gina) é um filme produzido para a televisão alemã em 2007. A produção é um remake do filme britânico The Girl in the Café de Richard Curtis do ano 2005.

## Sinopse
O tema central do filme é a luta contra a pobreza global, sob a forma de uma comédia romântica.